# Lubliner Renaissance

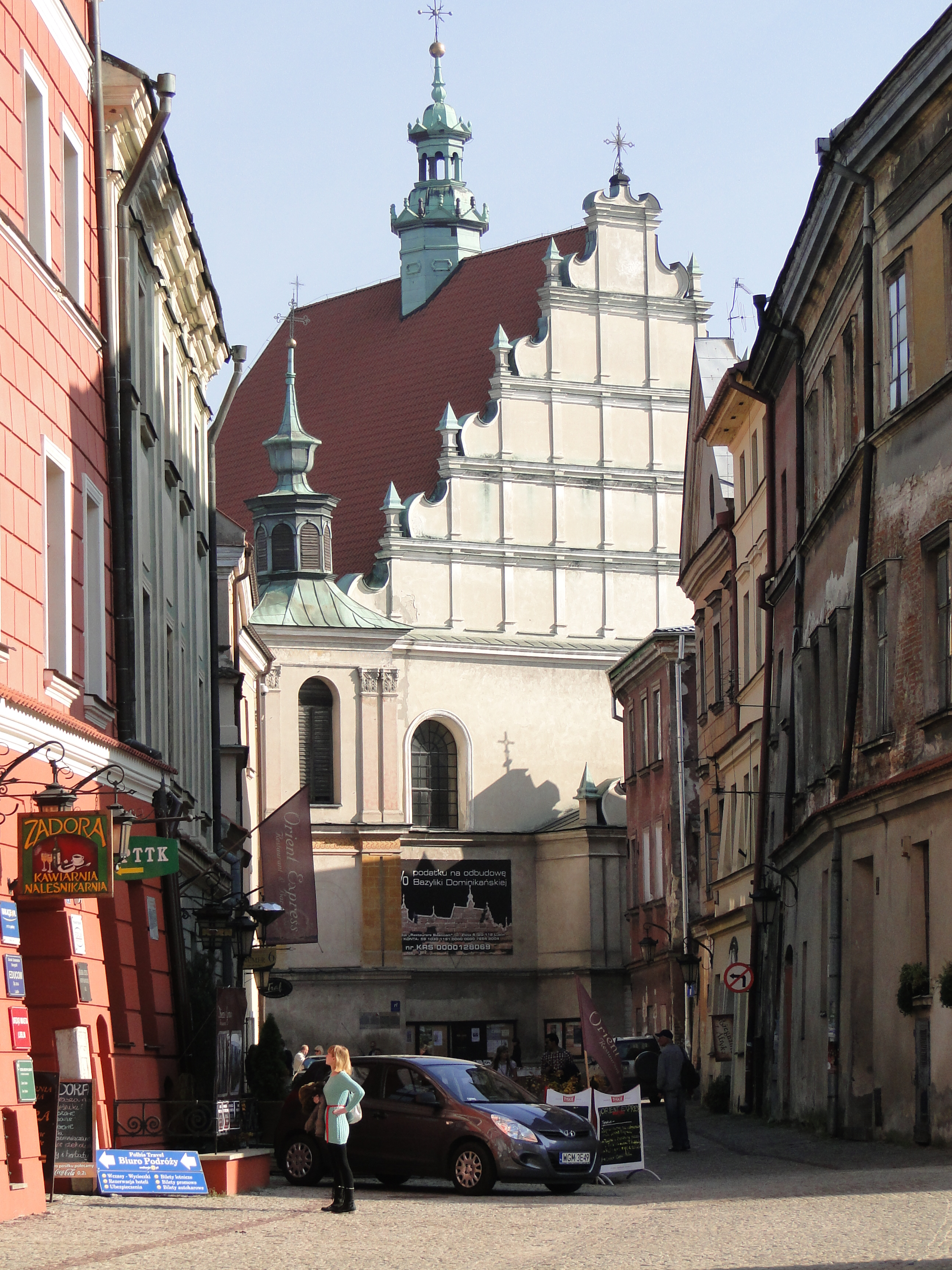
Stanislausbasilika in Lublin

Der als Lubliner Renaissance (polnisch: Renesans lubelski) bezeichnete Baustil ist eine regionale Variante der nordischen Renaissance in der Region um Lublin, von wo er sich über das heutige Südostpolen und die heutige Westukraine ausbreitete. Architekten der Lubliner Renaissance waren fast ausschließlich italienische Baumeister, die sich in Polen-Litauen im ausgehenden 16. Jahrhundert und frühen 17. Jahrhundert niederließen. Im Stil der Lubliner Renaissance wurden Kirchen, Synagogen, Schlösser, Bürgerhäuser, aber auch Speicher oder Wehranlagen errichtet. Der Stil fällt mit der Regierungszeit der Dynastie der Vasa-Könige in Polen-Litauen zusammen. Die Lubliner Renaissance wurde um die Mitte des 17. Jahrhunderts vom Frühbarock verdrängt. Im Nachkriegspolen wurde die Lubliner Renaissance zum nationalen Architekturstil erhoben. So wurden zum Beispiel beim Bau des Warschauer Kulturpalasts Stilelemente der Lubliner Renaissance verwendet. 2013 wurde der Weg der Lubliner Renaissance angelegt.